# Droga R2 (Białoruś)
Droga R2 – droga o znaczeniu krajowym na Białorusi. Łączy Stołpce z Kobryniem. Jej długość wynosi 227 km, zaś przebieg jest równoległy do magistrali M1.
Droga biegnie przez obszar obwodu mińskiego i obwodu brzeskiego. Stanowi fragment trasy europejskiej E85.

## Przebieg
Obwód miński
- Rejon stołpecki
  -  M1 E30
  -  Stołpce  R54
  -  R64

- Rejon nieświeski
  -  R11

Obwód brzeski
- Rejon baranowicki
  - Czernichawa
  - Dubrowna
  -  R5
  - Zornaja
  -  R99
  -  M1 E30
  -  R99

- Rejon iwacewicki
  -  R43
  -  M11 E85
  - Liubiszczyce
  -  Iwacewicze  R6 R44
  - Niachaczawa

- Rejon bereski
  -  R136
  -  Bereza  R84 R101
  - Holice
  - Minki

- Rejon kobryński
  - Zaprudy
  - Żuchawce
  - Astromicze
  - Lucewicze
  -  M1 E30 R11
  -  Kobryń